# 신무협
신무협은 용대운의 <태극문(1994)>, 좌백의 <대도오(1995)>로 시작되어 이후, 장경, 풍종호, 운중행, 석송, 이재일, 진산, 몽강호, 하성민, 한수오, 설봉, 임준욱, 장상수, 냉죽생, 백야, 등이 꽃을 피운 대한민국 무협 소설의 새로운 형태를 뜻한다. 이 시기를 흔히 대한민국 무협소설의 2세대로 부르기도 하는데, 과도한 과장으로 포장된 전세대 무협소설의 기틀을 반성, 타파, 이야기의 전반을 지나친 과장보다는 현실에 집중하고, 특정 소재나 개인적인 문제를 중심으로 사건을 해결해 나가는 이 신무협의 형태는 이후 신선미를 추구하는 독자들의 폭발적인 반향을 불러일으켰다.

## 같이 보기
- 구무협
- 통신무협